# Canottaggio ai Giochi della V Olimpiade - Quattro con maschile
La competizione del quattro con maschile dei Giochi della V Olimpiade si è svolta alla Djurgårdsbrunnsviken a Stoccolma tra il 17 e il 19 luglio 1912.
A ogni regata prendevano parte due equipaggi. 

## Risultati

### Turno preliminare
| Pos. | Equipaggio                                                                                     | Nazione   | Tempo  |
| ---- | ---------------------------------------------------------------------------------------------- | --------- | ------ |
| 1    | Polyteknisk Roklub Erik Bisgaard Rasmus Frandsen Mikael Simonsen Poul Thymann Ejgil Clemmensen | Danimarca | 7'20"0 |

| Pos. | Equipaggio | Nazione   | Tempo          |
| ---- | --- | --------- | -------------- |
| 1    | Helsingfors R. K. Johan Nyholm Oskar Forsman Edvin Lönnberg Emil Nylund Valdemar Henriksson                      | Finlandia | 7'18"2         |
| 2    | Société Nautique de Bayonne André Mirambeau Louis Thomaturgé René Saintongey Pierre Alibert François Elichagaray | Francia   | a 1½ lunghezza |

| Pos. | Equipaggio                                                                                    | Nazione  | Tempo  |
| ---- | --------------------------------------------------------------------------------------------- | -------- | ------ |
| 1    | Kristiania Roklub Henry Larsen Mathias Torstensen Theodor Klem Haakon Tønsager Ejnar Tønsager | Norvegia | 7'15"0 |
| 2    | R.-V. Germania, Leitmeritz Fritz Krombholz Richard Mayer Hugo Cužna Georg Kröder Emil Jand    | Austria  | DNF    |

| Pos. | Equipaggio                                                                            | Nazione  | Tempo  |
| ---- | ------------------------------------------------------------------------------------- | -------- | ------ |
| 1    | Studenternes Roklub Øivin Davidsen Leif Rode Theodor Schjøth Olaf Dahll Einar Eriksen | Norvegia | 7'27"4 |

| Pos. | Equipaggio | Nazione   | Tempo         |
| ---- | --- | --------- | ------------- |
| 1    | Royal Club Nautique de Gand Guillaume Visser Georges Van Den Bossche Edmond Van Waes Georges Willems Léonard Nuytens | Belgio    | 7'15"0        |
| 2    | Roklubb Købnhavn Hans Jørgensen Knud Gøtke Johan Praem Theodor Eyrich Silva Smedberg                                 | Danimarca | a 1 lunghezza |

| Pos. | Equipaggio                                                                                            | Nazione  | Tempo          |
| ---- | --- | -------- | -------------- |
| 1    | Ludwigshafener Ruderverein Albert Arnheiter Hermann Wilker Rudolf Fickeisen Otto Fickeisen Otto Maier | Germania | 7'06"6         |
| 2    | Vaxholm Roddklubb John Lager Axel Eriksson Ernst Wetterstrand Gunnar Lager Karl Sundholm              | Svezia   | a 1½ lunghezza |

| Pos. | Equipaggio                                                                               | Nazione     | Tempo  |
| ---- | ---------------------------------------------------------------------------------------- | ----------- | ------ |
| 1    | Thames Rowing Club Julius Beresford Karl Vernon Charles Rought Bruce Logan Geoffrey Carr | Regno Unito | 7'27"0 |

### Quarti di finale
| Pos. | Equipaggio                                                                                     | Nazione   | Tempo  |
| ---- | ---------------------------------------------------------------------------------------------- | --------- | ------ |
| 1    | Polyteknisk Roklub Erik Bisgaard Rasmus Frandsen Mikael Simonsen Poul Thymann Ejgil Clemmensen | Danimarca | 7'09"0 |
| 2    | Helsingfors R. K. Johan Nyholm Oskar Forsman Edvin Lönnberg Emil Nylund Valdemar Henriksson    | Finlandia | 7'12"5 |

| Pos. | Equipaggio                                                                               | Nazione     | Tempo          |
| ---- | ---------------------------------------------------------------------------------------- | ----------- | -------------- |
| 1    | Thames Rowing Club Julius Beresford Karl Vernon Charles Rought Bruce Logan Geoffrey Carr | Regno Unito | 7'14"5         |
| 2    | Studenternes Roklub Øivin Davidsen Leif Rode Theodor Schjøth Olaf Dahll Einar Eriksen    | Norvegia    | a 1½ lunghezza |

| Pos. | Equipaggio | Nazione  | Tempo         |
| ---- | --- | -------- | ------------- |
| 1    | Kristiania Roklub Henry Larsen Mathias Torstensen Theodor Klem Haakon Tønsager Ejnar Tønsager                        | Norvegia | 7'05"0        |
| 2    | Royal Club Nautique de Gand Guillaume Visser Georges Van Den Bossche Edmond Van Waes Georges Willems Léonard Nuytens | Belgio   | a 3 lunghezze |

| Pos. | Equipaggio                                                                                            | Nazione  | Tempo  |
| ---- | --- | -------- | ------ |
| 1    | Ludwigshafener Ruderverein Albert Arnheiter Hermann Wilker Rudolf Fickeisen Otto Fickeisen Otto Maier | Germania | 7'14"4 |

### Semifinale
| Pos.   | Equipaggio                                                                                            | Nazione   | Tempo          |
| ------ | --- | --------- | -------------- |
| 1      | Ludwigshafener Ruderverein Albert Arnheiter Hermann Wilker Rudolf Fickeisen Otto Fickeisen Otto Maier | Germania  | 6'59"0         |
| Bronzo | Polyteknisk Roklub Erik Bisgaard Rasmus Frandsen Mikael Simonsen Poul Thymann Ejgil Clemmensen        | Danimarca | a 2½ lunghezze |

| Pos.   | Equipaggio                                                                                    | Nazione     | Tempo          |
| ------ | --------------------------------------------------------------------------------------------- | ----------- | -------------- |
| 1      | Thames Rowing Club Julius Beresford Karl Vernon Charles Rought Bruce Logan Geoffrey Carr      | Regno Unito | 6'59"0         |
| Bronzo | Kristiania Roklub Henry Larsen Mathias Torstensen Theodor Klem Haakon Tønsager Ejnar Tønsager | Norvegia    | a 2½ lunghezze |

### Finale
| Pos.    | Equipaggio                                                                                            | Nazione     | Tempo  |
| ------- | --- | ----------- | ------ |
| Oro     | Ludwigshafener Ruderverein Albert Arnheiter Hermann Wilker Rudolf Fickeisen Otto Fickeisen Otto Maier | Germania    | 6'59"4 |
| Argento | Thames Rowing Club Julius Beresford Karl Vernon Charles Rought Bruce Logan Geoffrey Carr              | Regno Unito |        |